# Chinautla (meteoryt)
Chinautla (inna nazwa: Guatemala) – meteoryt żelazny należący do grupy IVA, który znaleziono w 1902 roku w Gwatemali. Meteoryt Chinautla jest jedynym zatwierdzonym meteorytem znalezionym w tym kraju. Obecnie dysponuje się 5,72 kg materii meteorytowej. 

## Skład chemiczny
Oprócz żelaza występują jeszcze pierwiastki:
- nikiel (Ni) – 9,44%
- kobalt (Co) – 0,42%
- fosfor (P) – 0,17%
- gal (Ga) – 2,13 ppm
- german (Ge) – 0,14 ppm
- iryd (Ir) – 0,12 ppm